# Cuca Escribano
Antonia Escribano García-Conde (Madrid, 1973), más conocida como Cuca Escribano, es una actriz española, cuyo trabajo ha sido galardonado en múltiples ocasiones.
De madre asturiana y padre sevillano, Cuca nació en Madrid en 1973, pero su infancia y adolescencia transcurrieron en Andalucía, especialmente en Utrera y en Sevilla.

## Sus inicios
Durante su niñez Cuca Escribano participaba en las obras teatrales del colegio pero fue en el Instituto del Teatro de Sevilla donde desarrolló su vocación, recibiendo formación integral en múltiples disciplinas como dramaturgia, canto, música y danza. En estos años tuvo maestros de la talla de Carlos Gandolfo y Pierre Byland.
Sus primeros pasos profesionales los dio en el Centro Andaluz de Teatro, interpretando obras de Shakespeare y de Federico García Lorca y en la compañía teatral Los Ulen. También trabajó en los espectáculos de Expo '92 en Sevilla.

## Trayectoria artística

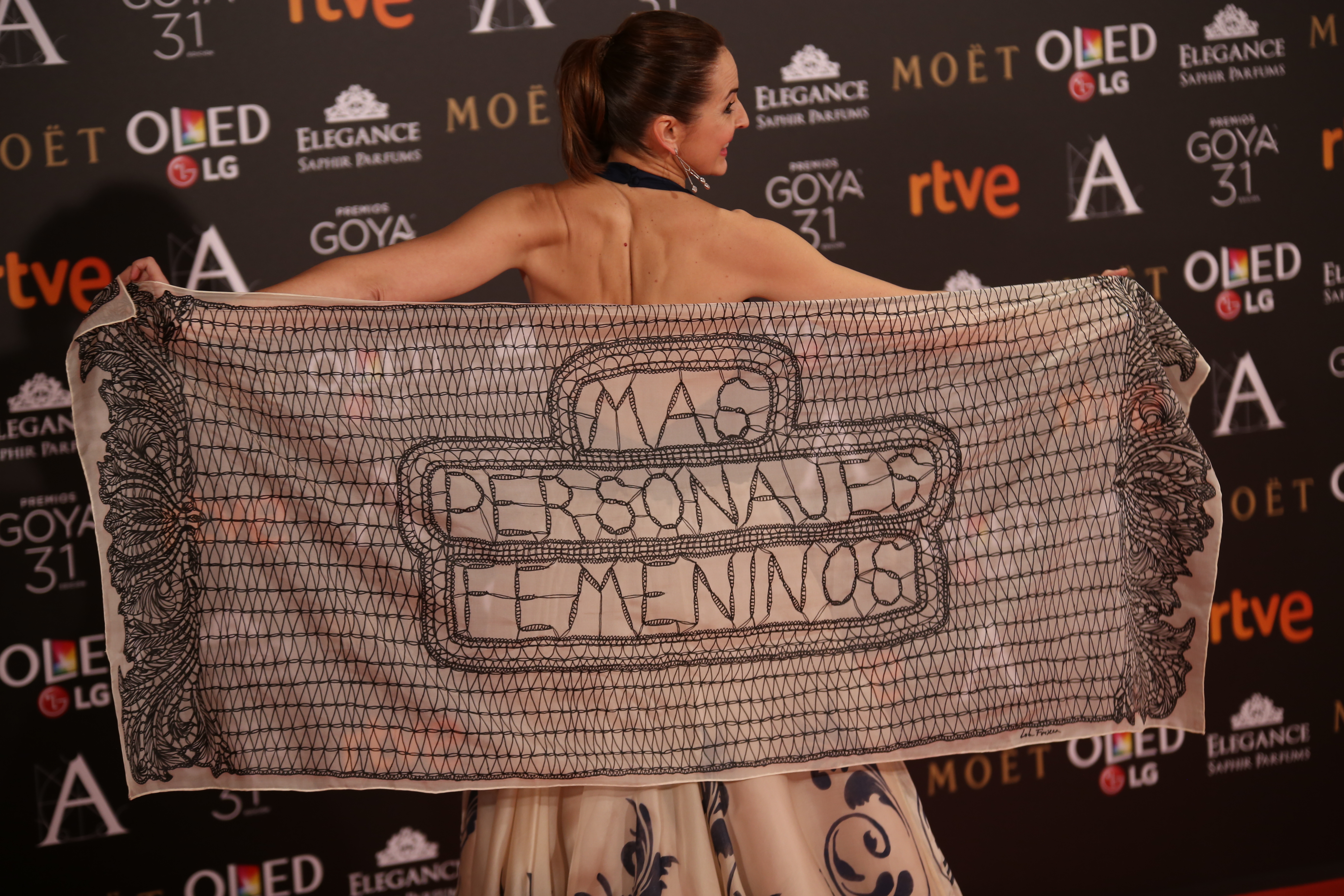
Cuca Escribano en los Premios Goya de 2017

La mayor parte de la carrera artística de Cuca Escribano se ha desarrollado en España, pero también ha participado en producciones latinoamericanas.
A lo largo de su trayectoria ha trabajado con importantes directores como Antonio Banderas, Jaime de Armiñán, Gerardo Herrero y Azucena Rodríguez.
En 1998, Cuca Escribano protagonizó en la televisión de su país las series Plaza Alta y Arrayán, para las que grabó más de mil capítulos.
Cuatro años más tarde, con la película Poniente de la directora Chus Gutiérrez, le llegó la oportunidad de interpretar su primer papel protagonista, junto a José Coronado y Antonio de la Torre. Su actuación le valió el reconocimiento de la crítica y varios galardones.
Otras interpretaciones recordadas de esta actriz española en el cine son las de Maribel en Los aires difíciles y Fina en El camino de los ingleses bajo la dirección de Antonio Banderas.
Al cine latinoamericano llegó en 2004 protagonizando Caribe, junto a Jorge Perugorría, bajo la dirección del costarricense Esteban Ramírez. En 2009 se trasladó a Cuba para participar en el rodaje de la película Afinidades, dirigida por Jorge Perugorría y Vladimir Cruz, recordados por sus actuaciones en Fresa y chocolate.
Entre 2008 y 2009, Cuca Escribano compaginó la grabación de la exitosa serie Sin tetas no hay paraíso con el estreno y la gira de la obra teatral Gatas, dirigida por Manuel González Gil y con colaboraciones en películas como Retorno a Hansala y Amores locos, junto a Eduard Fernandez.
A mediados de 2010, esta actriz fue seleccionada para trabajar en la serie La reina del sur, basada en la novela homónima de Arturo Pérez-Reverte.
A finales de 2015 se une al reparto de la serie Acacias 38 en La 1 dando vida al personaje de 'Doña Lourdes de Palacios'. En 2016 abandona la serie tras 57 capítulos.

## Filmografía

### Actuación en cine
| Año  | Película                   | Personaje            | Director/a                       |
| ---- | -------------------------- | -------------------- | -------------------------------- |
| 2016 | La isla                    | María                | Ahmed Boulane                    |
| 2015 | Solo química               | Chica 1              | Alfonso Albacete                 |
| 2014 | La ignorancia de la sangre | Cristina Ferrera     | Manuel Gómez Pereira             |
| 2014 | Los tontos y los estúpidos | Paula                | Roberto Castón                   |
| 2014 | 321 días en Michigan       | Doña Amalia          | Enrique García                   |
| 2014 | Carmina y amén             | Mujer del entierro   | Paco León                        |
| 2010 | Afinidades                 | Cristina             | Jorge Perugorría y Vladimir Cruz |
| 2009 | Amores locos               |                      | Beda Docampo Feijóo              |
| 2008 | Retorno a Hansala          | Carmen               | Chus Gutiérrez                   |
| 2008 | 14, Fabian Road            | Fernanda Segovia     | Jaime de Armiñán                 |
| 2007 | Una mujer invisible        | Actriz               | Gerardo Herrero                  |
| 2007 | Atlas de geografía humana  | Ana                  | Azucena Rodríguez                |
| 2006 | El camino de los ingleses  | Fina                 | Antonio Banderas                 |
| 2006 | Faltas leves               | Lola                 | Octavio Massia                   |
| 2006 | Los aires difíciles        | Maribel              | Gerardo Herrero                  |
| 2004 | Caribe                     | Abigail              | Esteban Ramírez                  |
| 2004 | Recambios                  | Ángela               | Manu Fernández                   |
| 2002 | Poniente                   | Lucía                | Chus Gutiérrez                   |
| 2001 | Amar y morir en Sevilla    | Doña Ana             | Víctor Alcázar                   |
| 1999 | Solas                      |                      | Benito Zambrano                  |
| 1998 | Yerma                      | Acompañante de rezos | Pilar Távora                     |

### Cortometrajes
| Año  | Cortometraje                                   | Personaje           | Director/a                |
| ---- | ---------------------------------------------- | ------------------- | ------------------------- |
| 2015 | Gazpacho                                       |                     | Samuel Salazar            |
| 2014 | Ángeles rotos                                  | Juana               | Lia Chapman               |
| 2014 | Flexibility                                    |                     | Remedios Crespo           |
| 2014 | Pelucas                                        | Silvia              | José Manuel Serrano Cueto |
| 2013 | Subterráneo                                    | Susana              | Miguel Ángel Carmona      |
| 2011 | Agua pasada                                    |                     | Agnès Guilbault           |
| 2007 | El pan nuestro                                 |                     | Aitor Merino              |
| 2005 | Contratiempos                                  | Voz del contestador | Antonio Gómez-Olea        |
| 2000 | En malas compañías                             |                     | Antonio Hens              |
| 1998 | El agua hilvanada                              |                     | Remedios Crespo           |
| 1995 | Alta manera                                    | Virgen              | Remedios Crespo           |
| 1994 | Siempre que pasa lo mismo ocurre algo parecido |                     | Javier Gil                |

### Televisión
| Año/s           | Serie de Televisión                 | Personaje              | Cadena    | Notas         |
| --------------- | ----------------------------------- | ---------------------- | --------- | ------------- |
| 1998            | Todos los hombres sois iguales      |                        | Telecinco | 1 episodio    |
| 1998            | Al salir de clase                   | Patricia               | Telecinco | 2 episodios   |
| 2001            | Periodistas                         |                        | Telecinco | 1 episodio    |
| 2001            | Arrayán                             | Teresa del Valle       | Canal Sur | 1 episodio    |
| 2002            | Policías, en el corazón de la calle |                        | Antena 3  | 1 episodio    |
| 2002            | Hospital Central                    | Raquel                 | Telecinco | 1 episodio    |
| 2002            | El comisario                        |                        | Telecinco | 1 episodio    |
| 2003            | Código Fuego                        | Amaya                  | Antena 3  | 6 episodios   |
| 2004            | El inquilino                        | Paula                  | Antena 3  | 13 episodios  |
| 2006            | Estudio 1                           | Lucila Marty           | La 1      | 1 episodio    |
| 2008-2009       | Sin tetas no hay paraíso            | Fina Ruiz              | Telecinco | 28 episodios  |
| 2011 - presente | La Reina del Sur                    | Sheila                 | Telemundo | 54 episodios  |
| 2011-2012       | El secreto de Puente Viejo          | Doña Águeda de Mesía   | Antena 3  | 111 episodios |
| 2013            | Luna, el misterio de Calenda        | Madre de Ricky         | Antena 3  | 1 episodio    |
| 2014            | Velvet                              | Lydia Cano             | Antena 3  | 1 episodio    |
| 2015            | Olmos y Robles                      | Lola Portillo          | La 1      | 1 episodio    |
| 2016            | Acacias 38                          | Lourdes de Palacios    | La 1      | 57 episodios  |
| 2017            | Tiempos de guerra                   | Reina Victoria Eugenia | Antena 3  | 6 episodios   |
| 2017            | El Ministerio del Tiempo            | Señora Daylon          | La 1      | 1 episodio    |
| 2019            | Malaka                              | Olga de la Cova        | La 1      | 8 episodios   |

### Tv Movies
- Lo que ha llovido. (2011).
- Asunto Reiner. (2009). Tv Movie.
- Las cuatro vidas de Carlos. (2007). Tv Movie. Hay que vivir
- Pasión adolescente. (2001).
- Plaza alta. (1998).
- El Séneca. (1996).
- Doña María Coronel. (1995).
- Margot y el diablo. (1993).

### Actuación en teatro
- Gatas. Manuel González Gil (2008).
- Riñas son amores. Alfonso Zurro (1997).
- Julio César. Daniel Suárez (1996).
- Cadáveres exquisitos. Pierre Byland (1994).
- Cien años de Cante. Pedro Bacán. Gira 93/94 (1993).
- Tírate de la moto. J. M. Rodríguez Buzón (1990).
- Nit de Nits creación de Els Comediants. Canet de Mar(1989).

### Videoclips
- "Sin saber porqué" de Vanesa Martín (2014)

## Premios y reconocimientos
| Certamen                                                        | Categoría                          | Obra                      | Año  |
| --------------------------------------------------------------- | ---------------------------------- | ------------------------- | ---- |
| Cinefosc – Festival de Cortometrajes de Monistrol de Montserrat | Mejor actriz                       | Subterráneo               | 2014 |
| Concurso de Cortos de Daimiel                                   | Mención Especial a la Mejor actriz | Subterráneo               | 2014 |
| Festival de Alicante                                            | Mejor actriz                       | Asunto Reiner             | 2010 |
| Festival de cine de Benalmádena                                 | Mejor interpretación femenina      | Atlas de geografía humana | 2007 |
| Festival de cine de Tolousse                                    | Mejor actriz                       | Atlas de geografía humana | 2007 |
| Festival Cortometrajes de Madrid Plataforma Nuevos Realizadores | Mejor interpretación femenina      | El pan nuestro            | 2007 |
| Premio Asecan                                                   | Mejor actriz                       | Poniente                  | 2003 |
| Premio Cartelera Turia                                          | Mejor actriz                       | Poniente                  | 2003 |
| Gala de medallas del Círculo de escritores cinematográficos     | Nominación actriz revelación       | Poniente                  | 2003 |

## Labor altruista
Cuca Escribano pertenece a la Red ‘Voces’, integrada por personas vinculadas al mundo de la cultura y comprometidas con la lucha contra la pobreza y la exclusión social que afecta a la infancia. Con este compromiso ha viajado por varias ciudades de España y fuera de su país, para promocionar y supervisar los proyectos que lidera la organización.